# Залесная (Ярославская область)
Зале́сная — деревня в Некрасовском районе Ярославской области. Входит в состав сельского поселения Бурмакино.

## История
В 1968 году указом Президиума Верховного Совета РСФСР деревне при совхозе «1-е мая» присвоено наименование Залесная.

## Население
| 2007 | 2010 |
| ---- | ---- |
| 17   | ↘10  |